# Opalimosina denticulata
Opalimosina denticulata är en tvåvingeart som först beskrevs av Oswald Duda 1924.  Opalimosina denticulata ingår i släktet Opalimosina, och familjen hoppflugor. Arten är reproducerande i Sverige.